# Fernmeldeturm der US-Streitkräfte Heidelberg
Der Fernmeldeturm der US-Streitkräfte Heidelberg (stillgelegt) ist ein auf dem Heidelberger Königstuhl gelegener Richtfunkturm, der ehemals von den US-Streitkräften betrieben wurde. Das Bauwerk ersetzte Ende der 1950er-Jahre vorläufige Stahlfachwerktürme aus den späten 1940er-Jahren. Er ist einer der ganz wenigen Richtfunktürme der US-Streitkräfte, die in Stahlbetonbauweise ausgeführt sind.
Ende der 1940er-Jahre wurden erstmals die Telefonverbindungen der US-Streitkräfte über Richtfunk zu den bis zu 80 Kilometer entfernten Gegenstellen in Frankfurt und auf dem Donnersberg über Relaisstationen gesendet und empfangen. Die Richtfunkstation auf dem Königstuhl war eine der zentralen Schaltstellen der US-Streitkräfte in Deutschland. Nach Berlin ging das Signal über drei Verstärker-/Relaisstationen und eine Vermittlungs-/Relaisstation in Frankfurt. Ein Anruf aus dem Pentagon wurde z. B. über Heidelberg und Frankfurt nach Berlin verbunden.
Die Relaisstation und die angrenzenden Grundstücke, die die US-Armee nutzte, wurden im Juli 2007 stillgelegt und dem Land Baden-Württemberg zurückgegeben. Die letzte US-Armeeeinheit, die diese Einrichtung betrieb, war das 43rd Signal Battalion. Im Oktober 2010 wurde eine neue Antennenspitze montiert, die dem BOS-Digitalfunk dient.
Die gesamte Relaisstationen-Infrastruktur der US-Armee in Europa wurde in den letzten Jahren vor der Abschaltung durch Glasfaserverbindungen ersetzt, welche wesentlich mehr Daten übertragen können und nicht so anfällig für Abhörangriffe und Wetterphänomene sind.
Westlich des Standorts liegen der Fernmeldeturm Heidelberg (T-COM) und der Fernsehturm Heidelberg (SWR).